# Waśki (powiat hajnowski)
Waśki – wieś w Polsce położona w województwie podlaskim, w powiecie hajnowskim, w gminie Narew.
| SIMC    | Nazwa    | Rodzaj  |
| ------- | -------- | ------- |
| 0036713 | Podwaśki | kolonia |

Wieś królewska w leśnictwie bielskim w ziemi bielskiej województwa podlaskiego w 1795 roku. W latach 1975–1998 miejscowość należała administracyjnie do województwa białostockiego.
W lesie w pobliżu wsi znajduje się cmentarz na którym spoczywają osoby zamordowane w 1941.
Prawosławni mieszkańcy wsi należą do parafii Podwyższenia Krzyża Pańskiego w Narwi, a wierni kościoła rzymskokatolickiego do parafii Wniebowzięcia Najświętszej Maryi Panny i św. Stanisława Biskupa i Męczennika w Narwi.